# Велья (приток Порусьи)
Велья — река в России, протекает в Старорусском районе Новгородской области. Устье реки находится у деревни Садовая в 20 км по левому берегу реки Порусья. Длина реки составляет 10 км. Протекает в северном направлении вдоль дороги Р51 Старая Русса — Локня.
Единственный населённый пункт на реке — деревня Соколово.

## Данные водного реестра
По данным государственного водного реестра России относится к Балтийскому бассейновому округу, водохозяйственный участок реки — Ловать и Пола, речной подбассейн реки — Волхов. Относится к речному бассейну реки Нева (включая бассейны рек Онежского и Ладожского озера).
Код объекта в государственном водном реестре — 01040200312102000024121.